# 下寨镇
下寨镇，是中华人民共和国陕西省渭南市大荔县下辖的一个乡镇级行政单位。

## 行政区划
下寨镇下辖以下地区：
下寨村、合义村、龙池村、南潘村、南营村、庞家村、清池村、上寨村、石家村、毕家村、新堡村、赵家村、郑家村、张家村、沙洼村、新兴村、朱家村、李家村、芟稼庄村、老庄村、马家洼村、十里滩村和朝阳村。